# Cantó de Maintenon
El cantó de Maintenon és un cantó francès del departament d'Eure i Loir, situat al districte de Chartres. Té 20 municipis i el cap és Maintenon.

## Municipis
- Bailleau-Armenonville
- Bleury
- Bouglainval
- Chartainvilliers
- Droue-sur-Drouette
- Écrosnes
- Épernon
- Gallardon
- Gas
- Hanches
- Houx
- Maintenon
- Mévoisins
- Pierres
- Saint-Martin-de-Nigelles
- Saint-Piat
- Saint-Symphorien-le-Château
- Soulaires
- Yermenonville
- Ymeray

## Història
| Data d'elecció                           | Identitat                    | Partit        | Qualitat |
| ---------------------------------------- | ---------------------------- | ------------- | -------- |
| 1945-1949                                | M. Gilles                    | Divers droite |          |
| 1949-1976                                | Guy Petitpas de La Vasselais | Divers droite |          |
| 1976-1985                                | Jocelyne Petit               | PS            |          |
| 1985-1998                                | René Gallas                  | UDF           |          |
| 1998-2004                                | Catherine Pes                | PS            |          |
| 2004-                                    | Michel Deprez                | PS            |          |
| les dades anteriors no són pas conegudes |                              |               |          |
|                                          |                              |               |          |

## Demografia
| A partir de 1990: Població sense dobles comptes |